# Javier Múgica Seco
Javier Múgica Seco, más conocido como Javi Múgica (nacido el 25 de marzo de 1983 en León (España)) es un jugador de baloncesto español. Con 2.00 de estatura, su puesto natural en la cancha es el de Ala-pívot en las filas del Real Murcia Baloncesto de la LEB Plata.

## Trayectoria
Formado en la cantera del Baloncesto León para después jugar en Plata (Palencia y Guadalajara) y Bronce (Ávila y Archena).
A León volvió en 2010 para jugar dos temporadas en el equipo de su ciudad antes de su desaparición. Ourense y Huesca serían sus dos siguientes destinos, promediando 13 puntos, 9,3 rebotes y 20 de valoración en el playoff ante el Breogán con el mítico Peñas.
En la temporada 2014-15 explota en el Força Lleida con el que llegó hasta las semifinales de la Adecco Oro en las que su equipo fue eliminado por el a la postre equipo ACB Club Ourense Baloncesto. Fue máximo reboteador defensivo de la LEB (5,68 rechaces) y quinto absoluto (7,29) ha añadido 9 puntos, 2,9 asistencias y 2,4 faltas recibidas para 13,4 créditos de valoración.
Más tarde, tuvo una experiencia en Inglaterra formando parte de los Worcester Wolves de la BBL, pero en 2016 fue convencido por el entrenador Javi Llorente que contaba con un importante hándicap a su favor, la amistad surgida algo más de una década atrás cuando ambos compartieron vestuario como jugadores en el filial del Baloncesto León (2003/04).
Trece años después de aquella experiencia, convencería al jugador para volver a España y firmar por el Marín Ence Peixegalego de LEB Oro.